# Kemerovo
Kemerovo (ryska Кемерово) är en stad i Sibirien i Ryssland med cirka 550 000 invånare. Den är administrativ huvudort för Kemerovo oblast.

## Stadsdistrikt
Kemerovo är indelad i fem stadsdistrikt. 
| Stadsdistrikt | Invånarantal 9 oktober 2002 | Invånarantal 14 oktober 2010 | Invånarantal 1 januari 2015 |
| ------------- | --------------------------- | ---------------------------- | --------------------------- |
| Kirovskij     | 61 694                      | 59 692                       | 59 297                      |
| Leninskij     | 141 074                     | 141 001                      | 141 001                     |
| Rudnitjnyj    | 47 390                      | 82 395                       | 90 448                      |
| Tsentralnyj   | 107 691                     | 100 197                      | 102 528                     |
| Zavodskij     | 126 905                     | 149 696                      | 155 885                     |
| TOTALT        | 529 934¹                    | 532 981                      | 549 159                     |

¹ Uppgiften inkluderar orter som vid tidpunkten låg utanför Kemerovos centralort, men som numera slagits samman med staden, i huvudsak med distrikten Rudnitjnyj och Zavodskij. Dessa orter var (med folkmängd 2002) Borovoj (6 093), Jagunovskij (8 408), Kedrovka (18 203), Pioner (6 168) och Promysjlennovskij (6 308). Centrala Kemerovo hade 484 754 invånare vid samma tidpunkt.

## Branden i affärsgallerian 2018
Söndagen 25 mars 2018 utbröt en brand i affärsgallerian "Vinterns körsbär". Mer än 50 personer omkom i branden. Gallerian byggdes 2013. 

## Idrott
Kemerovo har ett bandylag i högsta ligan, HK Kuzbass. I Kemerovo spelades VM i bandy för herrar 2007.

## Vänorter
- Salgótarján, Ungern